# Cruyff Turn
Cruyff Turn (hay ở Hà Lan còn được gọi là Cruijff Turn) là một kỹ thuật lừa bóng qua người và dẫn bóng được đặt tên theo danh thủ người Hà Lan là Johan Cruyff.
Vào phút thứ 24 trong trận đấu giữa Hà Lan và Thụy Điển tại vòng bảng World Cup năm 1974, Cruyff đang có bóng nhưng đang ở tư thế quay lưng lại với khung thành đối phương và trước mặt ông là hậu vệ Jan Olsson, Cruyff giơ chân lên thực hiện một động tác vờ chuyền bóng, Jan Olsson tưởng Cruyff chuyền bóng thật nên theo phản xạ ông cũng giơ chân lên định cản phá nhưng bất ngờ Cruyff kéo quả bóng về hướng ngược lại rồi xoay hông 180 độ và bức tốc thoát đi.